# 斯文·克雷默
斯文·克雷默（荷蘭語：Sven Kramer，荷蘭語發音：[svɛn ˈkraːmər]，1986年4月23日—），荷蘭男子競速滑冰運動員，擅长長距離。他是2010年溫哥華冬奧和2014年索契冬奧5000公尺金牌得主，六次歐洲、六次世界全能錦標賽冠軍。

## 外部連結
- 斯文·克雷默 （页面存档备份，存于）官方網站
- 斯文·克雷默在隊伍官方網站的頁面